# Кривоозерська селищна рада
Кривоозе́рська се́лищна ра́да — орган місцевого самоврядування у Кривоозерському районі Миколаївської області. Адміністративний центр — селище міського типу Криве Озеро.

## Загальні відомості
- Територія ради: 12 км²
- Населення ради: 8 525 осіб (станом на 2001 рік)
- Територією ради протікає річка Кодима, Бульбока.

## Населені пункти
Селищній раді підпорядковані населені пункти:
- смт Криве Озеро

## Склад ради
Рада складається з 30 депутатів та голови.
- Голова ради: Радьо Віктор Анатолійович
- Секретар ради: Гулько Людмила Миколаївна

### Керівний склад попередніх скликань
| Прізвище, ім'я, по батькові | Основні відомості                                                        | Дата обрання | Дата звільнення |
| --------------------------- | ------------------------------------------------------------------------ | ------------ | --------------- |
| Радьо Віктор Анатолійович   | Селищний голова, 1965 року народження, освіта вища, член Партії регіонів | 26.03.2006   | 31.10.2010      |
| Радьо Віктор Анатолійович   | Селищний голова, 1965 року народження, освіта вища, член Партії регіонів | 31.10.2010   |                 |

Примітка: таблиця складена за даними сайту Верховної Ради України

### Депутати
За результатами місцевих виборів 2010 року депутатами ради стали:

#### За суб'єктами висування
| Суб'єкт висування                                       | Кількість обраних депутатів | %    |
| ------------------------------------------------------- | --------------------------- | ---- |
| Партія регіонів                                         | 17                          | 56,7 |
| Політична партія Всеукраїнське об'єднання «Батьківщина» | 7                           | 23,3 |
| Комуністична партія України                             | 5                           | 16,7 |
| Самовисування                                           | 1                           | 3,3  |

#### За округами
| № округу                                                | Прізвище, ім'я, по батькові      | Дата визнання обраним | Освіта           | Партійна приналежність                        | Відомості про обраного депутата                             |
| ------------------------------------------------------- | -------------------------------- | --------------------- | ---------------- | --------------------------------------------- | ----------------------------------------------------------- |
| Комуністична партія України                             |                                  |                       |                  |                                               |                                                             |
| 10                                                      | Блошенко Федір Григорович        | 01.11.2010            | вища             | член Комуністичної партії України             | пенсіонер                                                   |
| 12                                                      | Чередніченко Валентина Василівна | 01.11.2010            | вища             | член Комуністичної партії України             | Кривоозерський дитсадок № 4, завідувачка                    |
| 14                                                      | Наталюк Сергій Іванович          | 01.11.2010            | середня          | член Комуністичної партії України             | Кривоозерська загальноосвітня школа I-III ст. № 1, робітник |
| 19                                                      | Болтньов Василь Леонідович       | 01.11.2010            | вища             | член Комуністичної партії України             | Кривоозерський Ощадбанк№ 3161, охоронник                    |
| 21                                                      | Гусаченко Борис Феодосійович     | 01.11.2010            | вища             | член Комуністичної партії України             | пенсіонер                                                   |
| Партія регіонів                                         |                                  |                       |                  |                                               |                                                             |
| 2                                                       | Радьо Володимир Анатолійович     | 01.11.2010            | середня          | член Партії регіонів                          | Смт Криве Озеро райлікарня, водій                           |
| 4                                                       | Пужанська Ольга Петрівна         | 01.11.2010            | вища             | член Партії регіонів                          | Кривоозерська селищна рада, бухгалтер                       |
| 8                                                       | Тертичний Ігор Петрович          | 01.11.2010            | вища             | член Партії регіонів                          | Кривоозерська РДА, начальник відділу                        |
| 9                                                       | Фузінський Борис Михайлович      | 01.11.2010            | вища             | член Партії регіонів                          | Управління сільського господарства                          |
| 11                                                      | Рябоконь Сергій Васильович       | 01.11.2010            | вища             | член Партії регіонів                          | Стадіон «Колос»                                             |
| 13                                                      | Ачкевич Наталія Василівна        | 01.11.2010            | вища             | член Партії регіонів                          | Кривоозерський райвідділ міліції, інспектор                 |
| 15                                                      | Веселовський Вадим Миколайович   | 01.11.2010            | вища             | член Партії регіонів                          | Смт Криве Озеро Держказначейство, начальник відділу         |
| 16                                                      | Гулько Людмила Миколаївна        | 01.11.2010            | вища             | член Партії регіонів                          | Смт Криве Озеро Селищна рада, секретар                      |
| 17                                                      | Запорожець Андрій Олександров    | 01.11.2010            | незакінчена вища | член Партії регіонів                          | Кривоозерський Держкомзем, інспектор                        |
| 18                                                      | Волошанівський Ігор Миронович    | 01.11.2010            | вища             | член Партії регіонів                          | РДА, начальник відділу                                      |
| 20                                                      | Олійник Костянтин Стратонович    | 01.11.2010            | вища             | член Партії регіонів                          | пенсіонер                                                   |
| 22                                                      | Білковська Юлія Анатоліївна      | 01.11.2010            | вища             | член Партії регіонів                          | Районна рада ветеранів, голова                              |
| 23                                                      | Ложкар Наталія Валеріївна        | 01.11.2010            | вища             | член Партії регіонів                          | Кривоозерський ПАЛ, майстер                                 |
| 25                                                      | Кирилюк Володимир Іванович       | 01.11.2010            | вища             | член Партії регіонів                          | Кривоозерська районна рада, комендант                       |
| 26                                                      | Кравець Володимир Анатолійович   | 01.11.2010            | вища             | член Партії регіонів                          | ЗАТ «Вікторія-Союз», заступник начальника                   |
| 27                                                      | Зінківська Людмила Вікторівна    | 01.11.2010            | вища             | член Партії регіонів                          | Кривоозерська РДА, бухгалтер                                |
| 28                                                      | Підвисоцький Сергій Васильович   | 01.11.2010            | вища             | член Партії регіонів                          | Кривоозерський ПАЛ, майстер                                 |
| Політична партія Всеукраїнське об'єднання «Батьківщина» |                                  |                       |                  |                                               |                                                             |
| 1                                                       | Кошковський Олег Леонідович      | 01.11.2010            | середня          | член Всеукраїнського об'єднання «Батьківщина» | Смт Криве Озеро АЗС № 18, заправщик                         |
| 3                                                       | Лаврик Мирон Андрійович          | 01.11.2010            | середня          | член Всеукраїнського об'єднання «Батьківщина» | Смт Криве Озеро фермерське господарство «Злагода»           |
| 5                                                       | Нагірна Таїса Флорівна           | 01.11.2010            | вища             | член Всеукраїнського об'єднання «Батьківщина» | пенсіонер                                                   |
| 6                                                       | Мишевська Ірина Вікторівна       | 01.11.2010            | середня          | член Всеукраїнського об'єднання «Батьківщина» | тимчасово не працює                                         |
| 7                                                       | Лебединський Станіслав Петрович  | 01.11.2010            | середня          | член Всеукраїнського об'єднання «Батьківщина» | тимчасово не працює                                         |
| 29                                                      | Циктор Михайло Іванович          | 01.11.2010            | вища             | член Всеукраїнського об'єднання «Батьківщина» | тимчасово не працює                                         |
| 30                                                      | Дмитрів Микола Юрійович          | 01.11.2010            | середня          | член Всеукраїнського об'єднання «Батьківщина» | пенсіонер                                                   |
| Самовисування                                           |                                  |                       |                  |                                               |                                                             |
| 24                                                      | Чухрій Наталія Валентинівна      | 01.11.2010            | вища             | позапартійна                                  | Кривоозерська загальноосвітня школа № 1, вчитель            |